# Gymnopatagus parvipetalus
Gymnopatagus parvipetalus is een zee-egel uit de familie Maretiidae.
De wetenschappelijke naam van de soort werd in 1990 gepubliceerd door Alan N. Baker & Francis Rowe.